# Dow Corning Tennis Classic 2014
Il Dow Corning Tennis Classic 2014 è stato un torneo di tennis facente parte della categoria ITF Women's Circuit nell'ambito dell'ITF Women's Circuit 2014. Il torneo si è giocato a Midland (Michigan) in USA dal 10 al 16 febbraio 2014 su campi in cemento indoor e aveva un montepremi di $100,000.

## Partecipanti

### Teste di serie
| Nazionalità | Giocatrice        | Ranking* | Testa di serie |
| ----------- | ----------------- | -------- | -------------- |
| Polonia     | Urszula Radwańska | 45       | 1              |
| Stati Uniti | Lauren Davis      | 67       | 2              |
| Svizzera    | Romina Oprandi    | 94       | 3              |
| Bielorussia | Ol'ga Govorcova   | 98       | 4              |
| Stati Uniti | Coco Vandeweghe   | 108      | 5              |
| Canada      | Sharon Fichman    | 112      | 6              |
| Georgia     | Anna Tatišvili    | 115      | 7              |
| Serbia      | Vesna Dolonc      | 117      | 8              |

- Ranking al 3 febbraio 2014.

### Altre partecipanti
Giocatrici che hanno ricevuto una wild card:
- Brooke Austin
- Tornado Alicia Black
- Lauren Davis
- Taylor Townsend

Giocatrici che sono passate dalle qualificazioni:
- Françoise Abanda
- Lena Litvak
- Alexandra Mueller
- Naomi Ōsaka

## Vincitrici

### Singolare
Heather Watson ha battuto in finale  Ksenija Pervak con il punteggio di 6–4, 6–0.

### Doppio
Anna Tatišvili /  Heather Watson hanno battuto in finale  Sharon Fichman /  Maria Sanchez con il punteggio di 7–5, 5–7, [10–6].